# Lil’ Chief Records
Lil’ Chief Records ist ein Independent-Label aus Auckland, Neuseeland.

## Geschichte
Lil’ Chief Records wurde 2002 von Jonathan Bree, Scott Mannion und Lawrence Mikkelsen gegründet. Das Label spezialisierte sich zunächst auf Twee-Pop und Indie-Pop im Stil der 60er Jahre, nahm in neuerer Zeit aber auch Vertreter anderer Stilrichtungen unter Vertrag. Die Veröffentlichungen zeichnen sich aus durch Vokalharmonien, breit gefächerte Instrumentierungen und eine sorgfältige Produktion.

## Acts bei Lil’ Chief
- Alec Bathgate
- The Brunettes
- Cool Rainbows
- Edmund Cake
- The Eversons
- The Gladeyes
- Lawrence Arabia
- Little Pictures
- The Nudie Suits
- Pie Warmer
- Pikchunes
- Princess Chelsea
- The Reduction Agents
- The Ruby Suns
- Shaft
- Shugo Tokumaru
- The Tokey Tones
- Voom
- Wet Wings

## Diskografie
| Nr.           | Künstler             | Titel                               | Jahr |
| ------------- | -------------------- | ----------------------------------- | ---- |
| LCR001        | The Brunettes        | Holding Hands, Feeding Ducks        | 2002 |
| LCR002        | The Brunettes        | The Boyracer e.p.                   | 2003 |
| LCR003        | The Tokey Tones      | Caterpillar                         | 2003 |
| LCR004        | The Tokey Tones      | Butterfly                           | 2003 |
| LCR005        | The Nudie Suits      | Songbook                            | 2003 |
| LCR006        | Edmund Cake          | Downtown Puff                       | 2004 |
| LCR007        | The Brunettes        | Mars Loves Venus                    | 2004 |
| LCR008        | Shaft                | Open Sesame                         | 2004 |
| LCR009        | Alec Bathgate        | The Indifferent Velvet Void         | 2004 |
| LCR010        | The Brunettes        | When Ice Met Cream                  | 2005 |
| LCR011        | The Ruby Suns        | The Ruby Suns                       | 2005 |
| LCR012        | Kompilation          | Now We Are Three!!!                 | 2005 |
| LCR013        | The Nudie Suits      | Sweetacres                          | 2006 |
| LCR014        | The Reduction Agents | The Dance Reduction Agents          | 2006 |
| LCR015        | Lawrence Arabia      | Lawrence Arabia                     | 2006 |
| LCR016        | Voom                 | Hello, Are You There?               | 2006 |
| LCR017        | Shugo Tokumaru       | L.S.T.                              | 2006 |
| LCR018        | Shaft                | Down At Your Life                   | 2006 |
| LCR019        | The Brunettes        | Structure & Cosmetics               | 2007 |
| LCR020        | The Ruby Suns        | Lichen Ears EP                      | 2008 |
| LCR021        | The Ruby Suns        | Sea Lion                            | 2008 |
| LCR022        | Little Pictures      | Owl + Owl                           | 2008 |
| LCR023        | Pie Warmer           | The Fearsome Feeling                | 2009 |
| LCR024        | The Brunettes        | The Red Rollerskates E.P.           | 2009 |
| LCR025        | The Brunettes        | Paper Dolls                         | 2009 |
| LCR026        | The Gladeyes         | Psychosis of Love                   | 2009 |
| LCR027        | The Ruby Suns        | Fight Softly                        | 2010 |
| LCR028        | Pikchunes            | Pikachunes                          | 2010 |
| LCR029        | The Eversons         | The Eversons E.P.                   | 2011 |
| LCR030        | Princess Chelsea     | Lil' Golden Book                    | 2011 |
| LCR031        | The Gladeyes         | Shadows Explode                     | 2011 |
| LCR032        | Wet Wings            | Glory Glory                         | 2011 |
| LCR033        | Cool Rainbows        | Whale Rocket                        | 2012 |
| LCR034        | The Eversons         | Summer Feeling                      | 2012 |
| LCR035        | The Eversons         | With A Little Help From Our Friends | 2012 |
| LCR036        | Pikachunes           | Miles                               | 2013 |
| LCR037        | The Ruby Suns        | Christopher                         | 2013 |
| LCR PROMO 001 | Kompilation          | Greetings From New Zealand          | 2007 |

Quelle: